# Dean DeBlois
Pour les articles homonymes, voir Deblois.
Dean Deblois, né le 7 juin 1970 à Aylmer, est un réalisateur canadien, scénariste et animateur de films d'animation qui travailla pour les studios Disney avant de partir chez DreamWorks Animation.

## Biographie
DeBlois a commencé sa carrière à Hinton Animation Studios et a travaillé comme animateur sur The Raccoons et The Teddy Bear's Picnic (en). Il a ensuite rejoint Don Bluth de Sullivan Bluth Studios en Irlande et a travaillé sur Poucelina et Le Lutin magique. Il a supervisé l’histoire et le storyboard avec le scénariste de Mulan, Chris Sanders, pour les Studios Disney. En 2003 il a co-dirigé et co-écrit Lilo et Stitch avec Chris Sanders. Il a également réalisé un documentaire du groupe Sigur Rós avec le film Heima. Il est maintenant chez DreamWorks Animation, où il a travaillé avec Chris Sanders sur le film Dragons (How To Train Your Dragon).

## Filmographie

### Réalisateur
- 2002 : Lilo et Stitch co-réalisateur avec Chris Sanders
- 2007 : Heima
- 2010 : Dragons (How to Train Your Dragon) réalisateur avec Chris Sanders
- 2010 : Go Quiet (cy)
- 2014 : Dragons 2 (How to Train Your Dragon 2)
- 2019 : Dragons 3 : Le Monde caché (How to Train Your Dragon: The Hidden World)
- 2025 : How to Train Your Dragon
- 2027 : How to Train Your Dragon 2

### Scénariste
- 1998 : Mulan co-chef du scénario, du storyboard et de l’histoire avec Chris Sanders
- 2002 : Lilo et Stitch co-scénariste et co-auteur de l’histoire originale avec Chris Sanders
- 2003-2004 : Lilo et Stitch, la série (40 épisodes)
- 2004 : Mulan 2 : La Mission de l'Empereur
- 2006 : Leroy et Stitch
- 2008-2010 : Stitch ! (12 épisodes)
- 2010 : Dragons scénariste avec Chris Sanders
- 2014 : Dragons 2
- 2019 : Dragons 3 : Le Monde caché

### Animateur
- 1989 : The Raccoons (9 épisodes)
- 1989 : The Teddy Bear's Picnic (en)
- 1990 : Le Prince Casse-noisette
- 1994 : Poucelina
- 1994 : Le Lutin magique
- 2001 : Atlantide, l'empire perdu

### Producteur
- 2011 : Le Cadeau du Furie Nocturne (producteur exécutif)
- 2014 : Dragons 2 (producteur exécutif)
- 2019 : Dragons 3 : Le Monde caché (producteur exécutif)
- 2024 : Le Robot sauvage (producteur exécutif)
- 2025 : How to Train Your Dragon